# Hiran
Hiran (in Somalo Hiiraan; in arabo هيران Hīrān) è una regione dello Stato federale di Hirshabelle, in Somalia.
Il capoluogo è Belet Uen. 

## Province
- Provincia di Belet Uen
- Provincia di Bulo Burti
- Provincia di Gialalassi

## Città principali
In ordine alfabetico:
- Belet Uen
- Bugda Acable
- Bulo Burti
- Bur Uen
- El Ali
- Gialalassi già Pietro Verri
- Mogocori